# Boubakar Camara
Boubakar Camara (27 maart 2001) is een Frans voetballer van Malinese afkomst die als aanvaller voor GOAL FC speelt.

## Carrière
Boubakar Camara speelde in de jeugd van AFC Compiègne en RC Lens. Hier speelde hij van 2019 tot 2021 in het tweede elftal. In 2021 zat hij een aantal wedstrijden op de bank bij het eerste elftal van Lens. In het seizoen 2021/22 werd hij verhuurd aan Le Mans FC. In 2022 maakte hij transfervrij de overstap naar FC Dordrecht, waar hij een contract voor twee jaar tekende met een optie voor een extra seizoen. Hij debuteerde in het betaald voetbal voor Dordrecht op 5 augustus 2022, in de met 0-2 verloren thuiswedstrijd tegen Roda JC. Hij werd na 60 minuten vervangen door Malhory Noc. Hij speelde 20 wedstrijden in zijn eerste seizoen. In het seizoen 2023/24 speelde hij niet meer en mocht hij in de winterstop vertrekken. Hij keerde terug naar Frankrijk, waar hij bij GOAL FC ging spelen.

### Statistieken
| Seizoen                        | Club           | Land           | Competitie             | Competitie | Competitie | Beker | Beker | Totaal | Totaal |
| Seizoen                        | Club           | Land           | Competitie             | Wed.       | Dlp.       | Wed.  | Dlp.  | Wed.   | Dlp.   |
| ------------------------------ | -------------- | -------------- | ---------------------- | ---------- | ---------- | ----- | ----- | ------ | ------ |
| 2019/20                        | RC Lens B      | Frankrijk      | Championnat National 2 | 9          | 0          | –     | –     | 9      | 0      |
| 2020/21                        | RC Lens B      | Frankrijk      | Championnat National 2 | 8          | 1          | –     | –     | 8      | 1      |
| 2020/21                        | RC Lens        | Frankrijk      | Ligue 1                | 0          | 0          | 0     | 0     | 0      | 0      |
| 2021/22                        | → Le Mans FC   | Frankrijk      | Champ. National        | 25         | 4          | 1     | 0     | 26     | 4      |
| 2022/23                        | FC Dordrecht   | Nederland      | Eerste divisie         | 20         | 0          | 0     | 0     | 20     | 0      |
| 2023/24                        | FC Dordrecht   | Nederland      | Eerste divisie         | 0          | 0          | 0     | 0     | 0      | 0      |
| 2023/24                        | GOAL FC        | Frankrijk      | Champ. National        | 1          | 0          | 0     | 0     | 1      | 0      |
| Carrièretotaal                 | Carrièretotaal | Carrièretotaal | Carrièretotaal         | 63         | 5          | 1     | 0     | 64     | 5      |
| Bijgewerkt op 25 februari 2024 |                |                |                        |            |            |       |       |        |        |